# John Bogle
John Clifton "Jack" Bogle (Montclair, 8 de mayo de 1929-Bryn Mawr, 16 de enero de 2019) fue un inversor, magnate de negocios y filántropo estadounidense. Así mismo fue el fundador y director ejecutivo de The Vanguard Group.
Su libro Common Sense on Mutual Funds: New Imperatives for the Intelligent Investor de 1999 se convirtió en un superventas y es considerado un clásico dentro de la comunidad inversora.